# Resistência aerodinâmica
Se denomina resistência aerodinâmica, ou simplesmente resistência, ao componente da força que sofre um corpo ao mover-se através do ar na direção da velocidade relativa entre o ar e o corpo. A resistência é sempre de sentido oposto a tal velocidade, pelo que habitualmente se diz dela que é a força que se opõe ao avanço de um corpo através do ar.
De maneira mais geral, para um corpo em movimento no seio de um fluido qualquer, tal componente recebe o nome de resistência fluidodinâmica. No caso da água, por exemplo, se denomina resistência hidrodinâmica.

## Introdução
Galileu descobriu a resistência aerodinâmica. Assim como que com outras forças aerodinâmicas, se utilizam coeficientes aerodinâmicos que representam a efetividade da forma de um corpo para o deslocamento através do ar. Seu coeficiente associado é conhecido popularmente como coeficiente de penetração, coeficiente de resistência ou coeficiente aerodinâmico, sendo esta última denominação especialmente incorreta já que existem várias forças aerodinâmicas, com seus respectivos coeficientes aerodinâmicos, e cada um deles tem um significado diferente.
A forma na qual se estuda a resistência aerodinâmica apresenta algumas particularidades segundo o campo de aplicação.

## Em aeronáutica
A resistência total de um avião em vôo pode ser decomposta nas seguintes resistências:

### Resistência parasita
Denomina-se assim toda resistência que não é função da sustentação. É a resistência que se gera por todas as pequenas partes não aerodinâmicas de um objeto. É composta, por sua vez, por:
- Resistência de perfil: A resistência de um perfil alar pode ser decomposta por sua vez em outras duas:

1. Resistência de pressão: Devida à forma do corpo.
2. Resistência de fricção: Devida à viscosidade do fluido.

- Resistência adicional: É a resistência provocada pelos componentes de um avião que não produzem sustentação, como por exemplo a fuselagem ou as carenagens dos motores.

- Resistencia de interferência: Cada elemento exterior de um avião em vôo possui sua camada limite, mas por sua proximidade estas podem chegar a interferir entre si, o que conduz à aparição desta resistência.

### Resistência induzida
Se é considerada uma asa de envergadura finita, devido a uns turbilhões que aparecem nos extremos da asa pela diferença de pressões entre o extradorso e o intradorso, surge a chamada resistência induzida. Esta resistência é função da sustentação e disto advém que é também função do ângulo de ataque, de tal maneira que maior sustentação (e portanto, maior ângulo de ataque) implica maior resistência induzida. É a resistência produzida como resultado da produção de sustentação. Altos ângulos de ataque, que produzem mais sustentação, produzen alta resistência induzida. É, em outras palavras, a resistência pelo peso. Pode ser dito de certo modo que romper a inércia é parte disto. A resistência induzida é uma das forças aerodinâmicas opostas à sustentação.
Fórmula da resistência induzida:
{\displaystyle D_{i}={\frac {2L^{2}}{\rho \pi b^{2}V^{2}e}}}
Onde (descrição da variável e unidades no Sistema Internacional de Unidades):
{\displaystyle D_{i}\,} - Resistência induzida (em newtons).
{\displaystyle L\,} - Sustentação (newtons).
{\displaystyle \rho \,} - Densidade do fluido (kg m-3).
{\displaystyle b\,} - Envergadura (m).
{\displaystyle V\,} - Velocidade m( s-1).
{\displaystyle e\,} - Fator de eficiência que depende da forma em projeção da asa (adimensional).
Coeficiente da resistência induzida:
{\displaystyle C_{D_{i}}={\frac {D_{i}}{{\frac {1}{2}}\rho V^{2}S}}={\frac {{C_{L}}^{2}}{\pi Ae}}}
Onde (além das variáveis descritas na equação anterior):
{\displaystyle C_{L}\,} - Coeficiente de sustentação.
{\displaystyle A\,} - Largura da asa.

### Resistência total
A fórmula da resistência aerodinâmica total criada por um avião em vôo é:
{\displaystyle D=qSC_{D}={\frac {1}{2}}\rho V^{2}SC_{D}}
Onde:
{\displaystyle D\,} - Resistência. Se utiliza a letra "D" pelo termo em inglês drag (arraste).
{\displaystyle \rho \,} - Densidade do fluido.
{\displaystyle V\,} - Velocidade.
{\displaystyle S\,} - Superfície alar em projeção (área da superfície onde se forma a resistência).
{\displaystyle C_{D}\,} - Coeficiente aerodinâmico de resistência.
{\displaystyle q={\frac {1}{2}}\rho V^{2}\,} - Este termo se denomina pressão dinâmica.
Portanto, a fórmula do coeficiente aerodinâmico de resistência é:
{\displaystyle C_{D}={\frac {D}{{\frac {1}{2}}\rho V^{2}S}}}
Assim, a resistência aerodinâmica total é a soma da resistência parasita e a induzida, pelo que:
{\displaystyle C_{D}=C_{D_{parasita}}+C_{D_{inducida}}}

## Em automobilismo
A fórmula da resistência aerodinâmica total criada por um automóvel em movimento é idêntica à utilizada em aeronáutica.
A utilização do coeficiente é muito mais cômoda que a utilização de forças.

### Fatores que afetam a aerodinâmica de um carro
- As formas suaves (para-choque, retrovisores, faróis,...) podem melhorar a aerodinâmica. Ainda que, um final do teto ou do porta-malas em ângulo e dirigido para baixo (como nos modelos Audi A2, Citroën C4, Primer Astra e Irisar PB), seja melhor um final de teto ou porta-malas arredondado(Megane Classic e Clío sedan).
- As partes baixas carenadas são uma solução pouco utilizada, mas eficiente. Além disso, podem ser utilizadas para fazer o carro mais estável, com muito pouca penalização na resistência.(Renault Clío Sport 2006)

- A quantidade de superfície que se enfrenta ao vento é junto com o coeficiente aerodinâmico os dois fatores que determinam a resistência aerodinâmica final.

#### Aerodinámica enganosa
O que um veículo seja mais ou menos aerodinâmico depende mais de detalhes tais como a inclinação dos parabrisas que de formas espetaculares (Citröen CX, Lamborghini Countach ).
Dois exemplos:

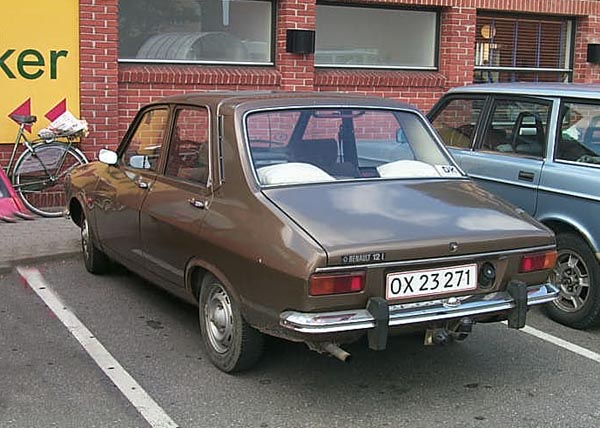
Renault 12 Sedan. As "linhas em flecha" deste veículo, com o capot ascendente e o porta-malas descendente, parecia muito aerodinâmica e "avançada". Uma das críticas que recebía este sedan era seu escasso porta-malas para o comprimento do veículo, fruto da linha descendente. * No obstante, o Renault 12 familiar, com uma capacidade de carga muito superior, era curiosamente mais aerodinâmico que o Sedan.

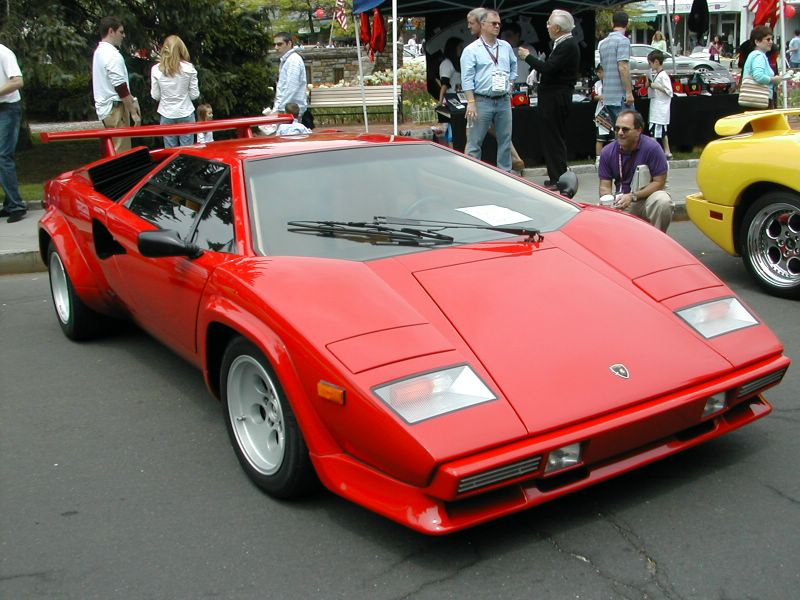
Lamborghini Countach lançado em 1974. Sua forma agressiva possui um coeficiente aerodinâmico de 0,42 - isto foi pensado para que o vento empurasse o veículo para baixo (sustentação negativa), obtendo maior tração a altas velocidades. Neste caso, o de um automóvel superesportivo, a força do vento se utiliza para dar estabilidade e agarre nas manobras.

Obviamente, como a resistência aerodinámica se reflete em uma força que se opõe ao movimento e que pode estimar-se a partir dos coeficientes anteriores, também existirá um gasto energético adicional necessário para vencer esta resistência, que usualmente se quantifica como uma potência, caso no qual nos resulta de utilidade a seguinte fórmula:
{\displaystyle {\begin{matrix}{\mbox{Potencia}}=&{\frac {\mbox{Trabalho}}{\mbox{Tempo}}}=&{\frac {{\mbox{Força}}\cdot {\mbox{Espaço}}}{\mbox{Tempo}}}=&{\mbox{Força}}\cdot {\mbox{Velocidade}}&\\\\{\mbox{Potencia}}=&{\cfrac {\delta W}{dt}}=&{\cfrac {F\delta r}{dt}}=&F\cdot V=&{\cfrac {1}{2}}\rho SC_{x}V^{3}\end{matrix}}}
Por tanto, se conhecemos os dados aerodinâmicos de um corpo também podemos calcular a potência necessária para mov~e-lo por um fluido a certa velocidade, tal como se mostra no seguinte exemplo:
Dados:
Veículo considerado: Audi A3 (Segunda geração, 2003-presente)
Superfície frontal: {\displaystyle S=2,13\ {\text{m}}^{2}} (dado oficial)
Coeficiente de penetração: {\displaystyle C_{x}=0,32\,} (dado oficial)
Densidade do ar: {\displaystyle \rho =1,225\ {\text{kg}}/{\text{m}}^{3}} (densidade a 0 metros segundo) International Standard Atmosphere (ISA)
Velocidade: {\displaystyle V=120\ {\text{km}}/{\text{h}}=33,33\ {\text{m}}/{\text{s}}}
Cálculo:
{\displaystyle P=F_{x}\cdot V={\frac {1}{2}}\rho SC_{x}V^{3}={\frac {1}{2}}\cdot 1,225\cdot 2,13\cdot 0,32\cdot {33,33}^{3}=15457,58\ {\text{W}}=21,03\ {\text{CV.}}}
No entanto, não devemos esquecer que este não é a potência total necessária, já que na realidade no movimento propulsionado de um carro, além da resistência aerodonâmica existem outras resistências, como por exemplo o atrito com o solo, assim como as perdas mecânicas.

### Exemplos de coeficientes aerodinâmicos de carros
| Corpo                           | Superficie frontal ({\displaystyle m^{2}}) | {\displaystyle C_{x}} | {\displaystyle SC_{x}} ({\displaystyle m^{2}}) |
| ------------------------------- | ------------------------------------------ | --------------------- | ---------------------------------------------- |
| Opel Insignia (2009)            |                                            | 0,27                  |                                                |
| Audi A3 (2003)                  | 2,13                                       | 0,32                  | 0,68                                           |
| Audi A6 (1997)                  |                                            | 0,28                  |                                                |
| Opel Kadett (1989)              |                                            | 0,38                  |                                                |
| BMW Serie 1 (2004)              | 2,09                                       | 0,31                  | 0,65                                           |
| Citröen CX (1974)               | 1,93                                       | 0,36                  | 0,71                                           |
| Citröen C4 coupe                |                                            | 0,28                  |                                                |
| Opel Astra (2004)               | 2,11                                       | 0,32                  | 0,68                                           |
| Peugeot 807 (2002)              | 2,85                                       | 0,33                  | 0,94                                           |
| Renault Espace (1997)           | 2,54                                       | 0,36                  | 0,92                                           |
| Renault Espace (2002)           | 2,8                                        | 0,35                  | 0,98                                           |
| Renault Vel Satis (2002)        | 2,37                                       | 0,33                  | 0,79                                           |
| Hispano Divo (2003)¹            | 9,2                                        | 0,349                 | 3,21                                           |
| Irizar PB (2002)¹               | 9,2                                        | 0,55                  | 5,06                                           |
| Caminhão com defletores ¹       | 9                                          | 0,70                  |                                                |
| Ônibus ¹                        | 9                                          | 0,49                  |                                                |
| Motocicleta ¹                   |                                            | 0,70                  |                                                |
| Fórmula 1 em Mônaco (o maior) ² |                                            | 1,084                 |                                                |
| Fórmula 1 em Monza (o menor) ²  |                                            | 0,7                   |                                                |
| Paraquedas ¹                    |                                            | 1,33                  |                                                |
| Perfil alar simétrico ¹         |                                            | 0,05                  |                                                |
| Esfera ¹                        |                                            | 0,1                   |                                                |
| Cubo valor de referência ¹      |                                            | 1                     |                                                |

- ¹Valores aproximados. Cada modelo tem um {\displaystyle C_{x}} diferente, mas se aproximará do valor da tabela.
Além da forma inflem outros fatores, como a rugosidade da superfície. Por exemplo, uma bola de golfe é mais aerodinâmica, por suas perfurações, que uma esfera equivalente.
- ²Os coeficientes dos veículos de Fórmula 1 podem variar segundo a configuração de suas superfícies aerodinâmicas, a qual se ajusta para cada circuito.[2]